# Туркин, Андрей Алексеевич
Андре́й Алексе́евич Ту́ркин (21 октября 1975, Орск, РСФСР, СССР — 3 сентября 2004, Беслан, Северная Осетия — Алания, Россия) — российский военнослужащий, офицер Управления «В» («Вымпел») Центра специального назначения Федеральной службы безопасности Российской Федерации, лейтенант, погибший при освобождении заложников во время теракта в Беслане. Посмертно удостоен звания Героя Российской Федерации.

## Биография

### Ранние годы
Андрей Туркин родился 21 октября 1975 года в городе Орске. Андрей рос без отца, поэтому рано научился мастерить, пилить, строгать. Во время учёбы в школе он занимался рукопашным боем в школьной секции и пел в хоре. После восьмого класса, желая помочь матери, Туркин ушёл из школы, поступив в СПТУ № 63 станицы Динской, которое закончил по специальности «водитель-слесарь».

### Служба на таджико-афганской границе
В декабре 1993 года Андрей Туркин был призван на срочную военную службу. В 1993—1995 годах он служил в Приаргунском пограничном отряде Забайкальского пограничного округа. В 1994 году Андрей в составе ММГ Приаргунского погранотряда был направлен в Таджикистан и принял участие в боевых действиях на таджико-афганской границе. В июле 1995 года Туркин был уволен в запас в звании сержанта, после чего вернулся в Краснодарский край, где работал и учился в институте.

### В группе «Вымпел»
В апреле 1997 года Андрей Туркин поступил на службу в Управление «В». В рядах «Вымпела» Туркин участвовал в боевых действиях на территории Чечни и операции по освобождению заложников на Дубровке.

### Последний бой в Беслане
Вместе с группой «Вымпел» Туркин прибыл в город Беслан республики Северная Осетия — Алания, где 1 сентября 2004 года более тридцати террористов под командованием Руслана Хучбарова захватили в заложники свыше 1100 детей и взрослых в здании школы № 1.
После того, как на третий день в спортзале, где содержались большинство заложников, произошли взрывы, вызвавшие частичное обрушение крыши и стен спортзала, выжившие люди стали разбегаться. Оперативно-боевая группа, в составе которой был Андрей Туркин, получила приказ на штурм здания, так как боевики открыли шквальный огонь по заложникам. Туркин первым проник в помещение столовой, куда боевики перегнали выживших после взрывов в спортзале заложников, и лично уничтожил одного террориста. Когда другой бандит бросил в скопление людей гранату, Андрей Туркин спас жизни заложникам, закрыв их от взрыва своим телом, но сам погиб. 

Мы кричали, чтобы не стреляли, что здесь заложники. Потом альфовцы выбили решетку и запрыгнули в столовую. Боевик по имени Ибрагим вскочил из-за печки, кинул гранату с криком «Аллах Акбар». Произошел взрыв, мне раздробило осколком ногу. Альфовец прыгнул на нас и накрыл нас собой. Потом нас стали спасать. Я не видела, что у меня кровь идет из ноги, попыталась встать и почувствовала, что моя нога подо мной провалилась. Я упала, но все равно продолжала ползти. Потом меня вытащили.— Надежда Бадоева, заложница, спасённая Андреем Туркиным
За мужество и героизм, проявленные при выполнении специального задания, Указом Президента Российской Федерации от 6 сентября 2004 года лейтенанту Туркину Андрею Алексеевичу было посмертно присвоено звание Героя Российской Федерации (медаль № 830).
Туркин был похоронен 7 сентября 2004 года на Николо-Архангельском кладбище (участок 75а) г. Москвы вместе с восемью другими погибшими в Беслане сотрудниками «Альфы» и «Вымпела».

## Память
- В городе Орске в Сквере Героев на Аллее Славы установлен бюст Андрея Туркина[15]. Его имя было присвоено кадетскому классу Орской средней общеобразовательной школы № 53[16].
- В станице Динской Краснодарского края в его честь была названа улица[1], а также расположенная в станице средняя школа № 1[17][18]; перед входом в школу установлена мемориальная доска[3]. В станице проводятся турниры по боксу, посвящённые памяти Туркина[19].
- В городе Краснодаре на здании Академии маркетинга и социально-информационных технологий (ИМСИТ), где учился Андрей Туркин, установлена мемориальная доска в память о его подвиге[20].
- Имя Героя России А. А. Туркина носит Детско-юношеский центр патриотического воспитания в городе Новая Ляля Свердловской области. На фасаде здания центра установлена мемориальная доска[21].
- Фотография Туркина установлена в пантеоне на аллее Героев-пограничников в городе Чита[22].

## Семья
Мать — Валентина Ивановна Туркина. Жена — Наталья. Сыновья — Владислав (2001 г. р.) и Андрей (родился через пять месяцев после смерти отца и был назван в его честь). Cемьи Туркиных и Бадоевых считают друг друга кровными родственниками.

## Награды и звания
- Герой Российской Федерации[3][1][9];
- Медаль ордена «За заслуги перед Отечеством» II степени[3];
- Медаль Суворова[3];
- Медаль «За спасение погибавших»[3].